# 圣马丁代普雷
圣马丹德普雷（法語：Saint-Martin-des-Prés，法語發音：[sɛ̃ maʁtɛ̃ de pʁe]）是法国阿摩尔滨海省的一个市镇，属于圣布里厄区。

## 地理
圣马丹德普雷（48°18'25"N, 2°57'16"W）面积20.3 平方千米，位于法国布列塔尼大區阿摩尔滨海省，该省份为法国西北部沿海省份，位于布列塔尼半岛北部，北濒大西洋英吉利海峡，西接菲尼斯泰尔省，南至莫尔比昂省，东临伊勒-维莱讷省。
与圣马丹德普雷接壤的市镇（或旧市镇、城区）包括：勒博代奥、科尔莱、拉阿尔穆瓦、上科尔莱、梅尔莱阿克、圣吉勒维约马尔谢、圣马约。
圣马丹德普雷的时区为UTC+01:00、UTC+02:00（夏令时）。

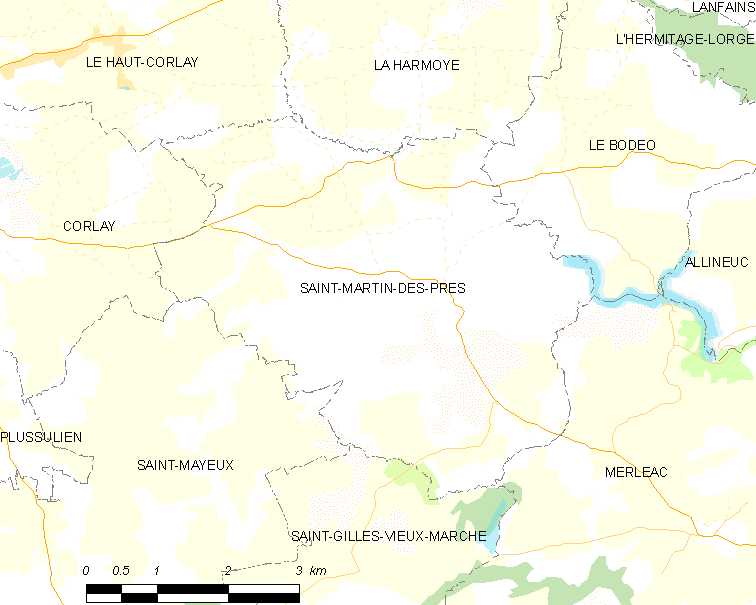
圣马丹德普雷的OSM定位图

## 行政
圣马丹德普雷的邮政编码为22320，INSEE市镇编码为22313。

## 政治
圣马丹德普雷所属的省级选区为盖莱当县。

## 人口

1962-2008年间圣马丹德普雷人口变化图示

圣马丹德普雷于2022年1月1日时的人口数量为321人。